# Нидеральбен
Нидеральбен (нем. Niederalben) — община в Германии, в земле Рейнланд-Пфальц. 
Входит в состав района Кузель. Подчиняется управлению Альтенглан.  Население составляет 311 человек (на 31 декабря 2010 года). Занимает площадь 8,81 км².